# Musurgia universalis
Musurgia universalis est un vaste traité sur la musique publié en 1650, rédigé en latin par le jésuite allemand Athanasius Kircher, professeur à l'Université grégorienne, éminent esprit encyclopédique et un des scientifiques les plus importants de l'époque baroque. 
Il s'agit d'un traité d'une grande importance pour les concepts esthétiques de la période baroque et plus particulièrement en ce qui concerne les effetti.

## Contenu

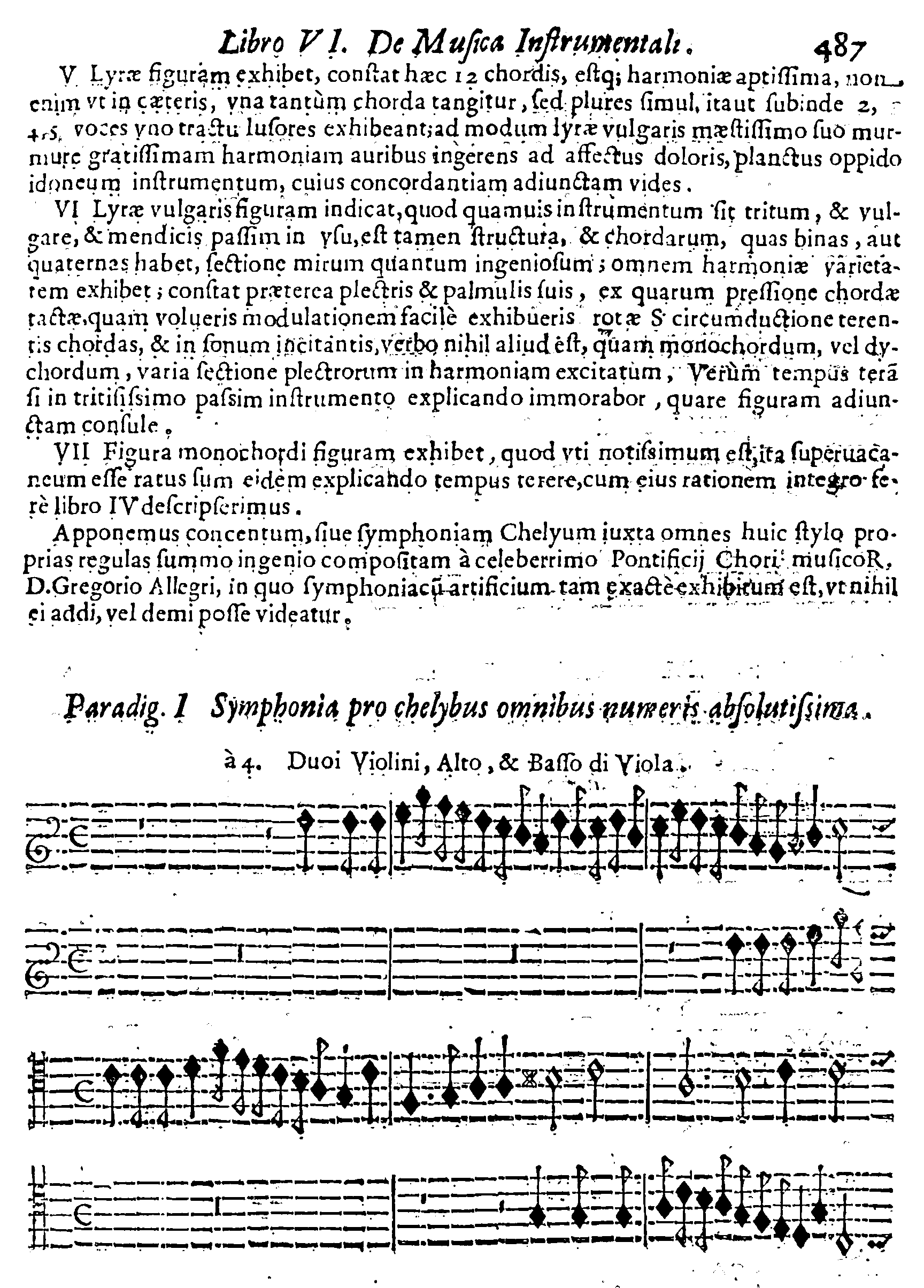
Une page du traité de Kircher.

Connu pour être l'un des premiers égyptologues, érudit, chercheur et observateur insatiable, Kircher veut dans son traité présenter une théorie globale des sons et de la musique, ce qui en fait une œuvre majeure de son corpus et un traité très important pour les concepts esthétiques de l'ère baroque.
Les lecteurs ont certes épinglé les erreurs ou naïvetés d'un auteur qui n'a pas la rigueur intellectuelle de son contemporain Marin Mersenne dans son Harmonie universelle, publiée quatorze ans plus tôt, en 1636. Par exemple lorsqu'il traite de l'orgue à cylindre, il l'attribue à Pythagore. L'instrument mécanique n'est qu'une serinette actionnée par un système hydraulique. Le mouvement actionne aussi des automates. Cependant, l'ampleur de l'œuvre lui a valu le succès pendant un siècle par les rééditions et il est considéré comme l'un des théoriciens du XVIIe siècle parmi les plus influents. 
Animé d'un principe encyclopédique, il n'hésite pas à annexer à son propos principal ses connaissances en physique, en architecture ou en médecine, présentant des planches anatomiques des organes de l'ouïe et de la voix, ou d'autres sur les cris des gallinacés – objet d'œuvres de musicien comme Biber : Sonata representiva. 
Homme du XVIIe siècle, Kircher est fasciné par les automates et autres cabinets de curiosités, notamment celui de Michele Todini dont il est l'ami, qui dans sa Galleria armonica rassemblait nombre d'instruments de musique extraordinaires, comme la Macchina di Polifemo e Galatea ou la Macchina Maggiore le plus vaste ensemble conçu par Todini : par un clavier unique le musicien pouvait jouer sept instruments : clavecin, trois types d'épinettes, orgue, violon et une lira ad arco et que Kircher reproduit dans Phonurgia nova, paru vingt ans après Musurgia. 
Fasciné par la production, la propagation du son et la découverte de l'acoustique, il analyse les phénomènes à partir de lieux célèbres depuis l'antiquité connus pour leur écho ou amplification du son.
Il associe l'orgue à tuyaux au Créateur, et les six registres correspondant aux jours de la création,.
Kircher a laissé un autre traité important concernant l'acoustique, Phonurgia nova (1673).

## Plan
- Volume 1
  - Livre I – De Natura Soni & Vocis
  - Livre II – De Musica & Instrumentis Hebræsorum & Græcorum (p. 42-)
  - Livre III – De Harmonieorum numerorum doctrina (p. 80-)
  - Livre IV – De Geometrica diuisione Monochordi (p. 158-)
  - Livre V – De componendarum omnis generis melodiarum certà (p. 200-)
  - Livre VI – De Musica Instrumentali (p. 420-)
  - Livre VII – De Musica Antiqua & Moderna (p. 531-690, plus un index des idées)
- Volume 2
  - Livre VIII – De Musurgia Mirifica, feu Artificio componendi quafuis nouo, ac faciilimo componendi quafuis cantilenas (p. 20-)
  - Livre IX – De Magià Consoni & Dissoni, in quà reconditiora sonorum per varias experientias in lucem proferuntur ac declarantur (p. 200-)
  - Livre X – De Organo decaulo in quo per 10. Registra demonstratur naturam rerum in omnibus obseruasse musicas harmonicas proportiones (p. 364-462, plus index)

### Ouvrages anciens
- (la) Athanasius Kircher, Musurgia universalis..., vol. 1, Rome, Haeredum Francisci Corbelletti, 1650 (lire en ligne)
- (la) Athanasius Kircher, Musurgia universalis..., vol. 2, Rome, Ludovici Grignani, 1650, 462 p. (lire en ligne)
- (la) Athanasius Kircher, Phonurgia nova..., Kempten, Rudolphum Dreherr, 1673, 229 p. (OCLC 8465279, lire en ligne), p. 168
- (fr + it + la) Athanasius Kircher et Giunia Totaro, L'autobiographie d'Athanasius Kircher : L'écriture d'un jésuite entre vérité et invention au seuil de l'œuvre, Bern / New York, Peter Lang, coll. « Liminaires, passages interculturels italo-ibériques, vol. 14 », 2009, 430 p. (ISBN 3039117939, OCLC 607096832, lire en ligne)Originellement présentée comme thèse de doctorat à l'Université de Caen en 1997.

### Ouvrages modernes
- Catherine Massip, Le chant d'Euterpe : L'aventure de la musique, Paris, Éditions Hervas, 1991, 188 p. (ISBN 2903118671, OCLC 33034446, BNF 36660441), p. 49-51
- (en) Patrizio Barbieri, « Michele Todini's galleria armonica : its hitherto unknown history », Early Music, vol. 30, no 4,‎ 2002, p. 565-583 (lire en ligne)

### Articles
- Bruno Pinchard, « Musique, logique et rhétorique dans la Musurgia Universalis de Kircher (éléments pour une philosophie du style) », Enciclopedismo in Roma barocca, Venise,‎ 1986, p. 87-100 (OCLC 887218743)